# Augusto Galli (1861-1949)
Augusto Galli (Bologna, 1861 – Bologna, 1949) è stato un attore e orafo italiano, oltre che burattinaio.

## Biografia
Galli svolse la sua attività artistica a Bologna, senza mai abbandonare la professione di orefice.
Dopo aver lavorato come burattinaio assieme ad Angelo Cuccoli, e aver aggiunto due maschere argutissime di sua invenzione, Sganapino e Siòr Tonin, al gruppo dei burattini locali, partecipò dal 1888 al 1911 allo stabile dialettale del Teatro Contavalli.
Qui interpretò per primo, con la sua comicità sbalordita ed equilibrata di 'mamo', non pochi personaggi di Alfredo Testoni, tra cui famoso, il Gaitan di Tòurna in scena i pisuneint.
Si può considerare uno degli attori più significativi espressi dal teatro bolognese.